# Martine Boulart
Pour les articles homonymes, voir Boulart.
Martine Renaud-Boulart, née le 19 septembre 1946 à Paris XVIe, était directrice de programme de leadership à HEC. Elle se consacre à l'écriture en psychologie et s’intéresse à l'art, quelle que soit son époque. Elle a créé le Fonds culturel de l'Ermitage, qui a été inauguré par Jack Lang en 2014 et qui délivre un prix annuel d'art contemporain au Grand Palais durant l'événement "Art Paris" et dans différents musées, comme la Maison Européenne de la photographie ou l'Institut du Monde Arabe.

## Biographie
Martine Boulart a passé son enfance à voyager, elle a grandi entre l’Afrique et le Moyen-Orient, du Cameroun à l’Iran, en passant par le Maroc et le Liban, la famille suivant le père diplomate dans ses missions. De 1976 à 1996, Martine Boulart a pendant 20 ans choisi d’être mère au foyer et d’élever ses enfants dans sa maison familiale à Garches.
Avant de s'investir dans ce rôle, Martine Boulart fut directrice du CFI qu’elle a créé en 1976. Le CFI est le Centre de Formation et d’Innovation, qui s’est attaché à développer des programmes de formation informatique d’auto-entraînement à la culture générale. Par la suite, elle devient chargée d'enseignement à la faculté catholique de Lille à partir de 1992, tout en étant Vice-présidente de la SFM puis présidente après la disparition de son fondateur le Docteur Louis Corman.
Se consacrant à l'éducation de ses enfants, Martine Boulart reprit des études de psychosociologie en autodidacte avec des outils de psychologie appliqués au coaching, à la psychanalyse, l'analyse transactionnelle, la PNL, et l'analyse systémique. Elle présida également associations et sociétés savantes, comme SFM Revue.
Sa carrière se poursuivit en tant que co-créatrice de l’école de coaching HEC en 2002, et co-créatrice du programme de leadership HEC-Bertelsmann, c'est alors qu'elle fut directrice générale de MRB Conseil qu’elle a également créé en 2003 et qui s'est attachée à développer des programmes intra et interentreprises.
Puis elle fut créatrice du DFSSU Coaching, diplôme de formation supérieure d'université, de coaching à l’université Paris-VIII avec le professeur Pierre Angel en 2005 et également membre fondateur de l'AEC, Association européenne de coaching, présidée par Pierre Angel.
En 2012, Martine Boulart crée la fondation pour l’art contemporain Chateauform’.
Enfin en 2014 elle inaugure son propre « Fonds culturel de l'Ermitage », avec une exposition de Claude Mollard scénographiée par Jean Hubert Martin. Ce fonds se propose d’assurer la révélation de talents artistiques actuels au-delà des modes, pour développer la curiosité et élever l’esprit du public. Ce dernier délivrera un prix lors sa 7e édition en mars 2020 à l’Institut du monde arabe.
Depuis 2022, le Fonds de l’Ermitage a adjoint une première édition d’un prix de littérature à la 9e édition du prix d’art contemporain. Le premier lauréat célébré au Sénat a été Didier van Cauwelaert puis, en 2023, Erik Orsenna.

## Publications
- La Morphopsychologie, coll. Que sais-je, no 277, éditions PUF, en collaboration avec J.P Jues, DRH du groupe Nestlé, 2000.
- Le Coaching, moins de stress, plus de réussite, édition Bernet, 2002, en collaboration avec E Fenwick, réédité en 2003.
- Le Management au féminin, promouvoir les talents. Éditions Robert Jauze, 2005.
- Les Groupes en thérapie humaniste, éditions Bernet, en collaboration avec le Docteur C. Gelman, 2006.
- Dico-guide du coaching, collectif coordonné par le Professeur Pierre Angel, édition Dunod 2006.
- Coaching et nouvelles dynamiques managériales, édition Ellipses, 2007, préfacé par Bertrand Martin
- Mieux vivre en entreprise, collectif, édition Larousse, 2009.
- Le Grand Livre de la supervision, collectif, éditions Eyrolles, 2010.
- Coacher avec le bouddhisme, édition Eyrolles, 2011.
- Réussir dans un monde incertain, édition Éditions Ellipses, 2012, préfacé par Bruno Rousset
- L’Entreprise humaniste, collectif, édition Éditions Ellipses 2013.
- Artistes et Mécènes - Regards croisés sur l'art contemporain, édition Éditions Ellipses 2013, préfacé par Jack Lang.

## Récompenses et distinctions

### Décorations
- Chevalier de l'ordre des Arts et des Lettres, Arretés du 10 février 2016[13]
- Officier de l'ordre des Arts et des Lettres, Arrêtés du 2 novembre 2023[14]